# Gumpertsmühle (Iphofen)
Gumpertsmühle (mainfränkisch: Gumbadsmühl) ist ein Gemeindeteil der Stadt Iphofen im unterfränkischen Landkreis Kitzingen. Gumpertsmühle liegt in der Gemarkung Iphofen.

## Geografische Lage
Die Einöde liegt auf freier Flur am Sickersbach. Beim Anwesen steht ein Baum, der als Naturdenkmal ausgezeichnet ist. Ein Anliegerweg führt 200 Meter östlich zur Staatsstraße 2420, die südlich zur Bundesstraße 8 bzw. nördlich nach Rödelsee verläuft.

## Geschichte
Erstmals erwähnt wurde die Gumpertsmühle, die ihren Namen wohl von dem damaligen Müller erhielt, im Jahr 1603. Damals saß Hanns Müller als Bestandsmüller auf der „Gumpertsmühl“. Wahrscheinlich war die Mühle ein Betrieb der Stadt Iphofen, die diese an Pächter für einige Jahre vergab. Im Jahr 1623 besaß Valentin Emmerich die Mühle und wurde „Gumpertsmüller“ genannt. Zehn Jahre später, 1633, entrichtete Müller Martin Dorsch in Iphofen Bürgergeld.
Vielleicht kam die Mühle in der Folgezeit in die Hände der Zisterziensermönche aus dem Kloster Ebrach, da im Jahr 1653 der Kastner des Ebracher Klosterhofs in Iphofen, Martin Welschen, als Müller der Gumpertsmühle nachgewiesen ist. 1835 wurde die Gumpertsmühle als Mahl- und Schneidmühle bezeichnet. Sie soll damals dem Spital St. Johannes und der Stadt Iphofen gehört haben.
Mit dem Gemeindeedikt (frühes 19. Jahrhundert) wurde Gumpertsmühle dem Steuerdistrikt Iphofen und der Munizipalgemeinde Iphofen zugeordnet.

### Ehemaliges Baudenkmal
- Mühlengebäude: Langgestreckter Bau, wohl zweite Hälfte des 18. Jahrhunderts, mit Halbwalmdach. Erdgeschoss aus Gipssteinen; Obergeschoss Fachwerk mit wandhohen Streben. Westgiebel aus Sandsteinquadern im 19. Jahrhundert errichtet. Unterschlächtiges Wasserrad. Östliche Rampe mit Felsenkeller.[10]

### Einwohnerentwicklung
| Jahr      | 001818 | 001840 | 001861 | 001871 | 001885 | 001900 | 001925 | 001950 | 001961 | 001970 | 001987 |
| Einwohner | 9      | 4      | *      | 6      | 8      | 1      | 7      | 3      | 6      | 0      | 8      |
| Häuser    | 1      | 1      |        |        | 1      | 1      | 1      | 1      | 1      |        | 1      |
| Quelle    | [ 7 ]  | [ 12 ] | [ 13 ] | [ 14 ] | [ 15 ] | [ 16 ] | [ 17 ] | [ 18 ] | [ 19 ] | [ 20 ] | [ 1 ]  |

## Religion
Gumpertsmühle ist römisch-katholisch geprägt und bis heute nach St. Vitus (Iphofen) gepfarrt.